# Turgesius
Turgesius o Thorgils (mort el 845) (també conegut com a Turgeis, Tuirgeis, Turges, Thorgisl i Thorgest) va ser un cabdill viking que va liderar les incursions i pillatges a Irlanda i de qui es comenta va conquerir  Dublín. Malgrat tot, no està gaire clar si els noms que apareixen als Annals irlandesos identifiquen els originals en nòrdic antic Thurgestr o Thorgísl. John O'Donovan i Charles Haliday l'identifiquen com Ragnar Lodbrok, però no s'ha acceptat com un argument sòlid en general.

## Vida
L'única cita històrica sobre Turgesius procedeix dels Annals d'Ulster: 
| « | ...aquell que es va fer proclamar rei de l'illa l'any 839 i va disposar sacrificis a Thor a Dublín, Armagh i Clonmacnoise, procedent de: El país sense Pare, sense Credo, sense Gaèlic, amb llengües estranyes solament. | » |

Y un anunci sobre la seva mort l'any 845, presumptivament seduït per la filla del rei de  Meath, Turgesius va ser capturat per Máel Sechnaill mac Máele Ruanaid del Clann Cholmáin i executat per ofegament en Lough Owel. Amb alguna incertesa, els Annals dels quatre mestres associa Turgesius amb els atacs a Connacht, el Regne de Mide i l'església de Clonmacnoise un any abans de la data de la seva mort.

## Mite i llegenda
Durant el segle xii, es va escriure Cogad Gáedel re Gallaib (Guerra dels irlandesos contra els estrangers) per lloar i magnificar els èxits de Brian Boru i Turgesius es converteix en figura rellevant. Giraldus Cambrensis, qui va tenir accés a una versió d'aquest treball, inclou algunes cites similars en la seva Topographia Hibernica, però aquestes cites no es consideren fidedignes.
Segons Cogad Gaedel re Gaillaib, Turgesius estava casat amb Ottar o Ota (possiblement derivat del nòrdic antic  Auðr o Odda o qualsevol altre nom que comenci per Odd -), qui va prendre possessió de la catedral de Clonmacnoise i oferia audiències asseguda a l'altar.
La seva figura històrica s'ha pretès vincular amb el fill de Harald I de Noruega, Torgils Haraldsson, però sense proves en ferm que sigui la mateixa persona a més a més del fet que cronològicament és impossible, ja que Harald va néixer cap a 851. També se l'ha pretès identificar com a fill de Godofred I de Dinamarca.